# ヨーデルの森

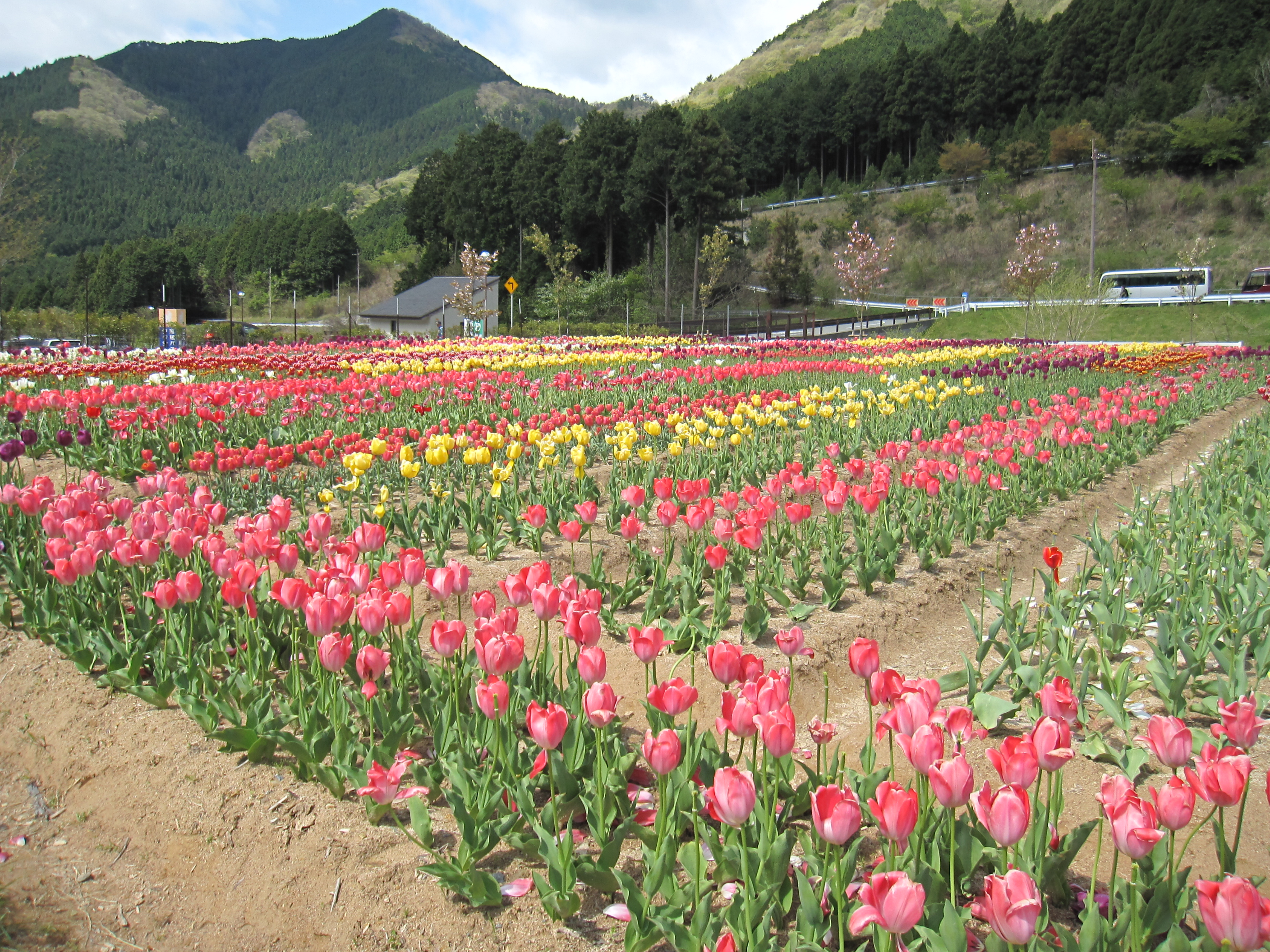
チューリップ畑

ヨーデルの森（ヨーデルのもり）は、兵庫県神崎郡神河町にある町立の農業公園である。2001年4月21日開業。開園当初、神崎町（現在の神河町）とファームが設立した神崎ファームが第三セクター方式で運営していた。なお、オープン当初は1年で40万人の集客があったが、2004年頃には14万人まで減少していた。神河町は施設全体の点検のため2008年12月に一旦閉園し、公園の管理運営を株式会社クラウデイトに委託し、2009年3月14日にリニューアルオープンした。リニューアル効果などにより、入園者前年比1.5倍に増加している。

## 概要
美しい自然の中での家族ぐるみのレクレーションの場が提供されており、家族の絆やふれあいを深めることが出来る。また、都市と農村の交流活動を促進し、青少年の教育の場やゆとりとやすらぎの場として活用することができる。
タカ（ハリスホーク）の雄「リュウ」は、生肉付きのフライングディスクを追いかけて空中でキャッチすることができ、また、カピバラの「ハリー」と「ハーマイオニー」の2頭は、「お手」をすることができ、立ち上がることもできるという。それぞれショーが行われる。

## 施設
- ふれあいニャンコ村(2012年3月オープン)
- パン工房
- 菓子工房
- ヨーグルト・プリン工房
- 加工体験施設
- アニマルステージ
- 小動物ふれあい広場
- アルパカ広場
- 水辺の動物広場(カピバラ、ペンギン)
- その他便益施設
- 農産物直売所
- 釣り体験

園内には、加工体験、動物、アトラクション、飲食施設がある。

## アクセス
- 播但線（JR西日本）生野駅から神姫グリーンバス粟賀行きで約10分。

## 周辺観光
- 砥峰高原
- 峰山高原
- 生野銀山
- 竹田城